# Bitwa pod El Asaba
Bitwa pod El Asaba – starcie zbrojne, które miało miejsce w 1913 roku w trakcie walk włosko-libijskich.
W marcu 1913 roku włoski generał Ottavio Ragni zorganizował zbrojną ekspedycję przeciwko powstańcom arabskim w rejonie wzgórz El Asaba w rejonie Gharyan. Dowodzący wojskiem generał Clemente Lequio po krótkiej walce opanował wzgórza, po czym zaatakował znajdujący się nieopodal obóz arabski, który zdobyto atakiem na bagnety i podpalono. Resztki powstańców zbiegły zabierając z sobą kilkuset rannych, których przetransportowano na wielbłądach. Straty Arabów wyniosły 200 zabitych. Włosi utracili 24 zabitych i 133 rannych. 